# Liste der Mitglieder des Senats im 16. Kongress der Vereinigten Staaten
Die Senatoren im 16. Kongress der Vereinigten Staaten wurden zu einem Drittel 1818 und 1819 neu gewählt. Vor der Verabschiedung des 17. Zusatzartikels 1913 wurde der Senat nicht direkt gewählt, sondern die Senatoren wurden von den Parlamenten der Bundesstaaten bestimmt. Jeder Staat wählt zwei Senatoren, die unterschiedlichen Klassen angehören. Die Amtszeit beträgt sechs Jahre, alle zwei Jahre wird für die Sitze einer der drei Klassen gewählt. Zwei Drittel des Senats besteht daher aus Senatoren, deren Amtszeit noch andauert.
Die Amtszeit des 16. Kongresses ging vom 4. März 1819 bis zum 3. März 1821. Seine erste Tagungsperiode fand vom 6. Dezember 1819 bis zum 15. Mai 1820 in Washington, D.C. statt, die zweite Periode vom 13. November 1820 bis zum 3. März 1821.

## Zusammensetzung und Veränderungen
Im 15. Kongress saßen am Ende seiner Amtszeit 28 Republikaner (heute meist Demokratisch-Republikanische Partei genannt) und 12 Föderalisten, zwei Sitze waren vakant. Bei der Wahl verloren die Föderalisten einen Sitz an die Republikaner, zwei weitere Sitze dadurch, dass sich die Parlamente von Maryland und New York zunächst nicht auf einen Kandidaten einigen konnten. Damit stieg die Mehrheit der Republikaner auf 29 zu neun, vier Sitze waren vakant. Bei Nachwahlen sowie durch die neuen Sitze des als 22. Staat in die Union aufgenommenen Alabama gewannen die Republikaner bis Ende 1819 sechs Sitze hinzu, einen Sitz verloren die Föderalisten, so dass die republikanische Mehrheit auf 35 zu acht stieg. Den vakanten Sitz in New York konnten die Föderalisten zurückgewinnen, aber die beiden neuen Sitze des 23. Staates Maine gingen an die Republikaner, Ende 1820 lag deren Mehrheit bei 37 zu neun. Da im Januar 1821 in Rhode Island der Republikaner Nehemiah R. Knight als Nachfolger des verstorbenen Föderalisten James Burrill gewählt wurde, stieg die Mehrheit der Republikaner zum Ende des 16. Kongresses auf 38 gegen acht Föderalisten.

## Spezielle Funktionen
Nach der Verfassung der Vereinigten Staaten ist der Vizepräsident der Vorsitzende des Senats, ohne ihm selbst anzugehören. Bei Stimmengleichheit gibt seine Stimme den Ausschlag. Während des 16. Kongresses war Daniel D. Tompkins Vizepräsident. Im Gegensatz zur heutigen Praxis leitete der Vizepräsident bis ins späte 19. Jahrhundert tatsächlich die Senatssitzungen. Ein Senator wurde zum Präsidenten pro tempore gewählt, der bei Abwesenheit des Vizepräsidenten den Vorsitz übernahm. Vom 4. März bis zum 5. Dezember 1819 war weiter der vom 14. Kongress gewählte James Barbour Präsident pro tempore, er übte das Amt weiter vom 6. Dezember bis zum 26. Dezember 1819 aus. Vom 25. Januar 1820 bis zum Ende des Kongresses am 3. März 1821 sowie im 17. Kongress bis zum 2. Dezember 1821 war John Gaillard Präsident pro tempore.

## Liste der Senatoren
Unter Partei ist vermerkt, ob ein Senator der Föderalistischen Partei oder der Republikanischen Partei zugerechnet wird, unter Staat sind die Listen der Senatoren des jeweiligen Staats verlinkt. Die reguläre Amtszeit richtet sich nach der Senatsklasse: Senatoren der Klasse I waren bis zum 3. März 1821 gewählt, die der Klasse II bis zum 3. März 1823 und die der Klasse III bis zum 3. März 1825. Das Datum gibt an, wann der entsprechende Senator in den Senat aufgenommen wurde, eventuelle frühere Amtszeiten nicht berücksichtigt. Unter Sen. steht die fortlaufende Nummer der Senatoren in chronologischer Ordnung, je niedriger diese ist, umso größer ist in der Regel die Seniorität des Senators. Die Tabelle ist mit den Pfeiltasten sortierbar.
| Senator                 | Partei       | Staat          | Klasse | Datum         | Sen. | Anmerkung                                                       |
| ----------------------- | ------------ | -------------- | ------ | ------------- | ---- | --------------------------------------------------------------- |
| William R. King         | Republikaner | Alabama        | II     | 14. Dez. 1819 | 232  |                                                                 |
| John Williams Walker    | Republikaner | Alabama        | III    | 14. Dez. 1819 | 233  |                                                                 |
| Samuel W. Dana          | Föderalist   | Connecticut    | I      | 10. Mai 1810  | 157  |                                                                 |
| James Lanman            | Republikaner | Connecticut    | III    | 4. März 1819  | 224  |                                                                 |
| Outerbridge Horsey      | Föderalist   | Delaware       | I      | 12. Jan. 1810 | 156  |                                                                 |
| Nicholas Van Dyke       | Föderalist   | Delaware       | II     | 4. März 1817  | 211  |                                                                 |
| Freeman Walker          | Republikaner | Georgia        | II     | 6. Nov. 1819  | 229  |                                                                 |
| John Elliott            | Republikaner | Georgia        | III    | 4. März 1819  | 223  |                                                                 |
| Jesse B. Thomas         | Republikaner | Illinois       | II     | 3. Dez. 1818  | 221  |                                                                 |
| Ninian Edwards          | Republikaner | Illinois       | III    | 3. Dez. 1818  | 222  |                                                                 |
| James Noble             | Republikaner | Indiana        | I      | 11. Dez. 1816 | 201  |                                                                 |
| Waller Taylor           | Republikaner | Indiana        | III    | 11. Dez. 1816 | 202  |                                                                 |
| Richard Mentor Johnson  | Republikaner | Kentucky       | II     | 10. Dez. 1819 | 230  |                                                                 |
| William Logan           | Republikaner | Kentucky       | III    | 4. März 1819  | 225  | trat am 28. Mai 1820 zurück                                     |
| Isham Talbot            | Republikaner | Kentucky       | III    | 19. Okt. 1820 | 188  | gewählt als Nachfolger von Logan früher im 13. bis 15. Kongress |
| Henry Johnson           | Republikaner | Louisiana      | II     | 12. Jan. 1818 | 216  |                                                                 |
| James Brown             | Republikaner | Louisiana      | III    | 4. März 1819  | 168  | früher im 12. bis 14. Kongress                                  |
| John Holmes             | Republikaner | Maine          | I      | 13. Juni 1820 | 237  |                                                                 |
| John Chandler           | Republikaner | Maine          | II     | 14. Juni 1820 | 238  |                                                                 |
| Alexander Contee Hanson | Föderalist   | Maryland       | I      | 20. Dez. 1816 | 203  | starb am 23. April 1819                                         |
| William Pinkney         | Republikaner | Maryland       | I      | 21. Dez. 1819 | 234  | gewählt als Nachfolger von Hanson                               |
| Edward Lloyd            | Republikaner | Maryland       | III    | 21. Dez. 1819 | 235  |                                                                 |
| Prentiss Mellen         | Föderalist   | Massachusetts  | I      | 5. Juni 1818  | 217  | trat am 15. Mai 1820 zurück                                     |
| Elijah H. Mills         | Föderalist   | Massachusetts  | I      | 12. Juni 1820 | 236  | gewählt als Nachfolger von Mellen                               |
| Harrison G. Otis        | Föderalist   | Massachusetts  | II     | 4. März 1817  | 210  |                                                                 |
| Walter Leake            | Republikaner | Mississippi    | I      | 10. Dez. 1817 | 214  | trat am 15. Mai 1820 zurück                                     |
| David Holmes            | Republikaner | Mississippi    | I      | 30. Aug. 1820 | 239  | ernannt als Nachfolger von Leake                                |
| Thomas Hill Williams    | Republikaner | Mississippi    | II     | 10. Dez. 1817 | 215  |                                                                 |
| David L. Morril         | Republikaner | New Hampshire  | II     | 4. März 1817  | 209  |                                                                 |
| John Fabyan Parrott     | Republikaner | New Hampshire  | III    | 4. März 1819  | 227  |                                                                 |
| James J. Wilson         | Republikaner | New Jersey     | I      | 4. März 1815  | 191  | trat am 8. Januar 1821 zurück                                   |
| Samuel L. Southard      | Republikaner | New Jersey     | I      | 24. Jan. 1821 | 241  | ernannt als Nachfolger von Wilson                               |
| Mahlon Dickerson        | Republikaner | New Jersey     | II     | 4. März 1817  | 207  |                                                                 |
| Nathan Sanford          | Republikaner | New York       | I      | 4. März 1815  | 190  |                                                                 |
| Rufus King              | Föderalist   | New York       | III    | 4. März 1813  | 022  | Sitz zeitweise vakant früher im 1. bis 4. Kongress              |
| Montfort Stokes         | Republikaner | North Carolina | II     | 4. Dez. 1816  | 200  |                                                                 |
| Nathaniel Macon         | Republikaner | North Carolina | III    | 5. Dez. 1815  | 193  |                                                                 |
| Benjamin Ruggles        | Republikaner | Ohio           | I      | 4. März 1815  | 189  |                                                                 |
| William A. Trimble      | Republikaner | Ohio           | III    | 4. März 1819  | 228  |                                                                 |
| Jonathan Roberts        | Republikaner | Pennsylvania   | I      | 24. Feb. 1814 | 181  |                                                                 |
| Walter Lowrie           | Republikaner | Pennsylvania   | III    | 4. März 1819  | 226  |                                                                 |
| William Hunter          | Föderalist   | Rhode Island   | I      | 28. Okt. 1811 | 164  |                                                                 |
| James Burrill           | Föderalist   | Rhode Island   | II     | 4. März 1817  | 204  | starb am 25. Dezember 1820                                      |
| Nehemiah R. Knight      | Republikaner | Rhode Island   | II     | 9. Jan. 1821  | 240  | gewählt als Nachfolger von Burrill                              |
| William Smith           | Republikaner | South Carolina | II     | 4. Dez. 1816  | 199  |                                                                 |
| John Gaillard           | Republikaner | South Carolina | III    | 6. Dez. 1804  | 125  | Präsident pro tempore                                           |
| John Henry Eaton        | Republikaner | Tennessee      | I      | 5. Sep. 1818  | 218  |                                                                 |
| John Williams           | Republikaner | Tennessee      | II     | 10. Okt. 1815 | 192  |                                                                 |
| Isaac Tichenor          | Föderalist   | Vermont        | I      | 4. März 1815  | 065  | früher im 4. und 5. Kongress                                    |
| William A. Palmer       | Republikaner | Vermont        | III    | 20. Okt. 1818 | 219  |                                                                 |
| James Barbour           | Republikaner | Virginia       | I      | 2. Jan. 1815  | 186  | Präsident pro tempore                                           |
| John Wayles Eppes       | Republikaner | Virginia       | II     | 4. März 1817  | 208  | trat am 4. Dezember 1819 zurück                                 |
| James Pleasants         | Republikaner | Virginia       | II     | 10. Dez. 1819 | 231  | gewählt als Nachfolger von Eppes                                |

- Republikaner bezeichnet Angehörige der heute meist als Demokratisch-Republikanische Partei oder Jeffersonian Republicans bezeichneten Partei.[2]